# Big Wheel (band)
Big Wheel was een rockband uit Den Haag, actief van 1969 tot 1972.
De band wordt in 1969 opgericht door verschillende muzikanten die eerder in andere Nederlandse bands actief waren, te weten bassist Peter Vink (Q65), gitarist Rob van der Zwan (The Haigs), drummer Ton Schellekens (The Incrowd) en zanger Cyril Havermans (Spatial Concept). Via producent Hans van Hemert krijgt de band een contract bij Phonogram. De debuutsingle, If I Stay Too Long, is een cover van The Creation en op dit nummer neemt Van Hemert de zang voor zijn rekening. Het nummer bereikte de 22e plek in de Nederlandse Top 40 en behaalt in de beginjaren van de Top 2000 ook tweemaal de lijst.
De vervolgsingles, What a day, Curly girl, Please excuse me, en (If you think you're) groovy worden geen van allen hits. Vink keert terug bij Q65 en Havermans gaat naar Focus, en de band stopt. Schellekens gaat verder als producent bij onder meer de Golden Earring.

## NPO Radio 2 Top 2000
| Nummer met noteringen in de NPO Radio 2 Top 2000 | '99  | '00-'01 | '02  |
| ------------------------------------------------ | ---- | ------- | ---- |
| If I Stay Too Long                               | 1653 | -       | 1889 |

1. ↑  Een '-' betekent dat het nummer niet was genoteerd en een vetgedrukt getal geeft de hoogste notering aan.
2. ↑  Deze tabel is bijgewerkt tot en met de laatste editie (2024).